# NF DTU 51.11
Le document technique unifié NF DTU 51.11 est un document relatif à la pose flottante des parquets à revêtement placage bois dans les locaux, à usage domestique résidentiel et à usage public ou commercial.

## Support

### Planéité
Les exigences de planéité pour une pose flottante sont de cinq millimètres sous une règle de deux mètres et un millimètre sous un réglet de vingt centimètres. Les irrégularités peuvent être corrigé avec du sable fin ou un mortier composé de minimum 150 kg de ciment par mètre cube de mortier.

### Pose sur sol chauffant
Une pose sur sol chauffant est possible. Après la séchage naturel de la chape, le chauffage doit être maintenue pendant au moins trois semaines et arrêté 48h avant la pose du parquet. Pour éviter des variations dimensionnelles, la remise en route du chauffage ne doit intervenir qu'une semaine au moins après la pose.

## Sous-couche
La sous-couche permet de séparer le revêtement de son support et exerce une fonction d'isolation phonique, d'étanchéité ou d'atténuation des écarts de rugosité ou de planéité. Elle peut être fait de plusieurs matériaux comme de la fibre minérale, fibre synthétique ou encore d'aluminium.